# Charlotte Dauphin
Pour les articles homonymes, voir Dauphin (homonymie).
Charlotte Dauphin (aussi nommée Charlotte Dauphin de La Rochefoucauld), née à Paris en 1987, est une cinéaste et créatrice française.

## Biographie
Née à Paris le 6 octobre 1987, Charlotte Dauphin est la fille unique de Chantal Lajous et Laurent Dauphin. À la suite du suicide de son père en 1988, fils unique de Jacques Dauphin – afficheur, industriel, et fondateur de l’affichage moderne à travers les affichages Dauphin, elle devient la seule descendante vivante et héritière de ce dernier. Elle découvre la danse très tôt, et pratique la musique en autodidacte.
Dauphin est diplômée de l'EDHEC, d’un master en histoire de l’art de l'Institut Courtauld (Université de Londres). Elle complète sa formation artistique à la Royal Academy of Dramatic Arts et à l’Université de Californie du Sud,.
Elle est la fondatrice et directrice artistique de Dauphin qu'elle crée alors qu'elle est encore étudiante. Le studio regroupe son travail artistique dans les domaines du cinéma, de la performance, des arts plastiques et du design,.
Charlotte Dauphin écrit, réalise et produit un premier long métrage, L'Autre, sorti en janvier 2020 qui confère un prix d'interprétation à Astrid Bergès Frisbey au festival de Taormine,. Elle se dirige elle-même dans deux courts métrages, Barre avec l'étoile Marie-Agnès Gillot, et Architecte. Elle rejoint ensuite le casting international de Paradis Paris de la cinéaste iranienne Marjane Satrapi,.
En parallèle de son travail personnel, elle produit d'autres artistes comme Arthur Harari, Scarlett Johansson ou encore Mia Hansen-Løve.
« Charlotte Dauphin, danseuse, musicienne, plasticienne, actrice, créatrice de bijoux, photographe, productrice, scénariste, et désormais réalisatrice, est une touche-à-tout. Mais le cinéma dit-elle concentre les arts », écrit François Forestier.
Son travail est exposé au MAD (collection permanente), au Palais de Tokyo. Elle collabore également avec les Serpentine Galleries.
Charlotte Dauphin est membre de la famille La Rochefoucauld par son mariage avec Charles de La Rochefoucauld.

## Œuvres

### Créations/Arts plastiques
- 2014 : I, exposition Musée des Arts Décoratifs
- 2015 : The Matter of Time, exposition Palais de Tokyo (en collaboration avec Random International)
- 2016 : Serpentine, en collaboration avec Serpentine Galleries
- 2017 : Volume, exposition Hotel d’Evreux
- 2017 : Hybrid/Fluid, installation place Vendôme
- 2019 : Parabole, exposition Hôtel La Rochefoucauld
- 2021 : Phénomènes Simultanés, sculptures et créations en collaboration avec Etel Adnan sur invitation d’Hala Wardé à l’occasion de la Biennale de Venise[16]
- 2023 : Barre[17], chorégraphie et sculpture en collaboration avec Marie-Agnès Gillot
- 2024: The Future of Statues, Musée de l'Orangerie (performance)[18]
- 2024: Humann Prize – sculpture[19],[20]

### Filmographie

#### Réalisatrice
- 2010 : Tentative d'en savoir plus[13]
- 2020 : L'Autre
- 2022 : Architecte
- 2023 : Barre[21]
- 2025 : Melpomène

#### Scénariste
- 2010 : Tentative d'en savoir plus[13]
- 2015 : The Matter of Time
- 2020 : L'Autre
- 2022 : Architecte
- 2023 : Barre[21]
- 2025 : Melpomène

#### Actrice
- 2010 : Tentative d’en savoir plus[13]
- 2020 : L'Autre
- 2022 : Architecte
- 2023 : Barre[21]
- 2024 : Paradis Paris de Marjane Satrapi : Christine
- 2025 : Melpomène
- 2025 : & Sons de Pablo Trapero: Lucy

#### Productrice
- 2015 : The Matter of Time
- 2016 : Diamant noir, de Arthur Harari
- 2018 : Maya, de Mia Hansen-Løve
- 2020 : L'Autre, de Charlotte Dauphin
- 2021 : Bergman Island, de Mia Hansen-Løve
- 2022 : Un beau matin, de Mia Hansen-Løve
- 2022 : Architecte
- 2023 : Barre[21]
- 2024 : Eleanor the Great de Scarlett Johansson
- 2025 : Une Illusion de Naomi Kawase

#### Musique
- 2019 : L'Autre, composition et interprétation au piano du thème final
- 2022 : Architecte, composition et interprétation au piano de la musique du film
- 2023 : Poème et interprétation sur le morceau ‘Unisex’ de Mirwais Ahmadzai

### Livres
- Dauphin: conversation infinie, Novembre 2018 (en collaboration avec Paolo Roversi)[22],[23]
- En haut de l'affiche - Célébrons 100 ans d'affichage en France, Novembre 2022 (Apparitions et mentions)[24]

## Distinctions

### Nominations et sélections
- 2020 : Festival du film de Taormine Nomination meilleur premier film pour L'Autre[25]

## Collections permanentes
- Musée des Arts Décoratifs, Paris